# Klosterbrauerei Weltenburg
Die Klosterbrauerei Weltenburg (auch: Weltenburger) ist eine Bierbrauerei im niederbayerischen Kelheim, der Kreisstadt im Landkreis Kelheim. Die Brauerei hatte 2008 eine Jahresproduktion von 28.000 Hektolitern.

## Geschichte
Bereits für das Jahr 1050 ist belegt, dass im Kloster Weltenburg Bier gebraut wurde. Das Kloster bezeichnet seine Brauerei deshalb als „Älteste Klosterbrauerei der Welt“.

## Produkte

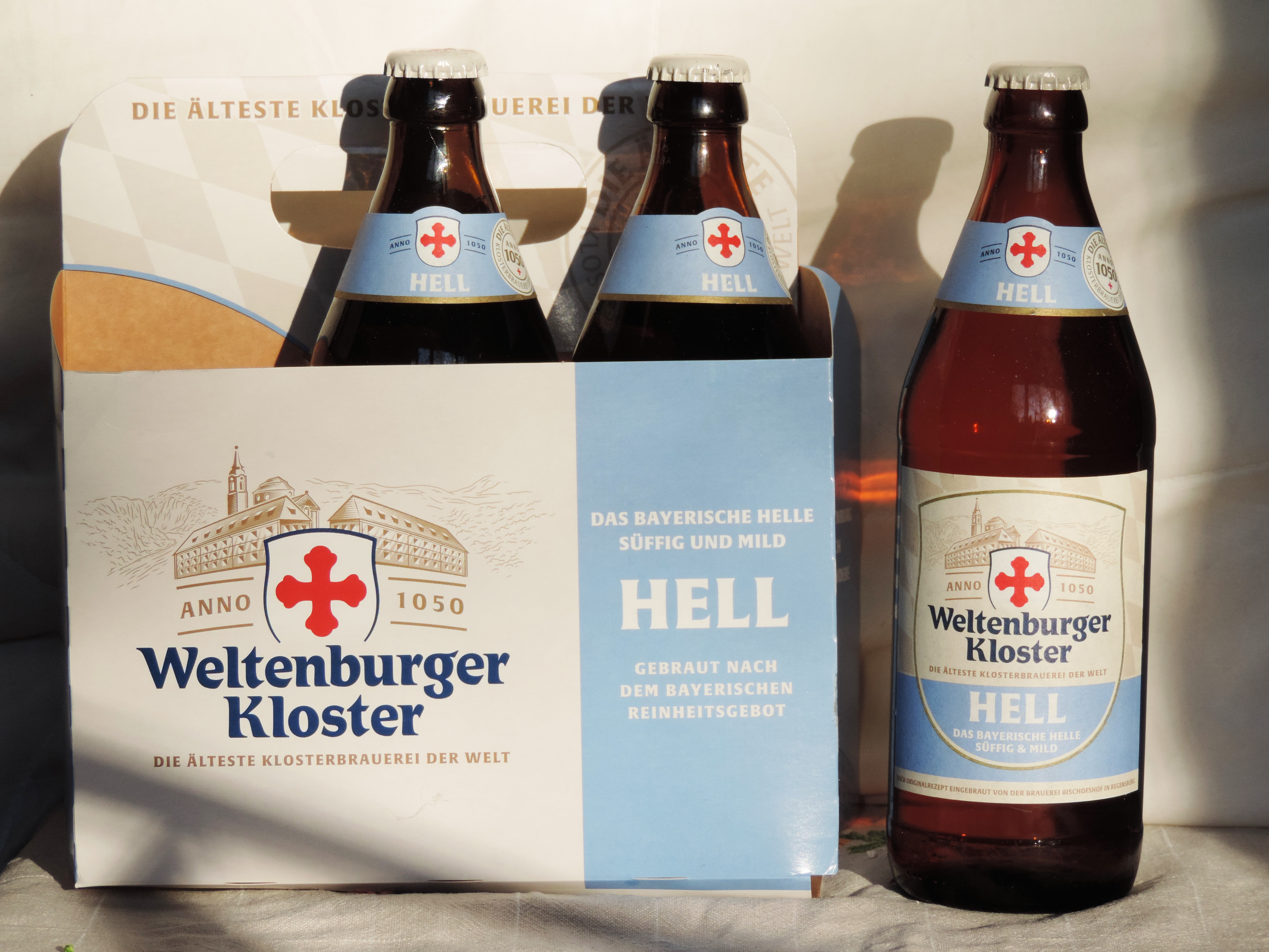
Weltenburger Hell

Die Produktpalette umfasst die Biersorten Pils, Winter-Traum, Barock Dunkel, Asam Bock, Anno 1050, Hell, Spezial, Kellerbier, Dunkles Radler, Helle Weiße, Dunkle Weiße, Leichte Weiße, Helle Weiße Alkoholfrei und Barock Hell. Abgefüllt wird für den Privatverkauf in Kronkorkenflaschen.
Der Vertrieb erfolgt mittlerweile in 29 Ländern.

## Auszeichnungen
Das Kloster Barock Dunkel wurde bereits mehrfach mit dem World Beer Cup ausgezeichnet:
- Goldmedaillen 2004, 2008 und 2012
- Silbermedaille 2018
- Eine weitere Silbermedaille und eine zusätzliche Bronzemedaille

## Sonstiges
An den Wochenenden von April bis Oktober finden Führungen durch die Brauerei statt.